# Wilhelm Arnoldi

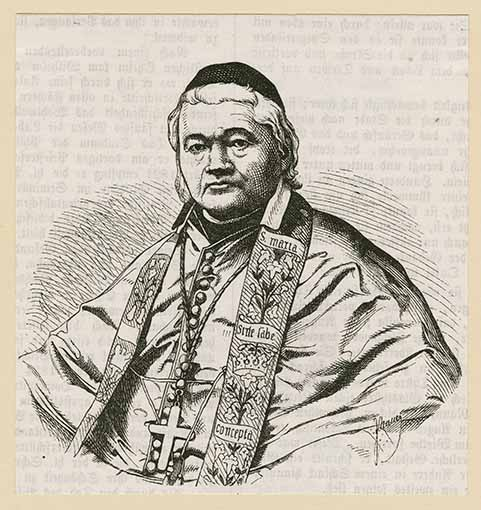
Wilhelm Arnoldi.

Wilhelm Arnoldi, född 4 januari 1798 i Badem vid Bitburg, död 7 januari 1864 i Trier, var en tysk romersk-katolsk biskop. 
Arnoldi, som 1842 till 1864 var biskop i Trier, förvärvade ryktbarhet därigenom att han 1844 utställde "Kristi osömmade kjortel" och därigenom föranledde den så kallade tysk-katolska rörelsen. Han utgav flera predikosamlingar.